# Leuciris imperata
Leuciris imperata är en fjärilsart som beskrevs av Achille Guenée 1858. Leuciris imperata ingår i släktet Leuciris och familjen mätare. Inga underarter finns listade i Catalogue of Life.